# Kasper Nielsen (kunsthandler)
 Der er flere personer med dette navn, se Kasper Nielsen (flertydig).
Kasper Nielsen (født 13. april 1970 i Taps) er en dansk kunsthandler og tv-vært. Han er stifter og ejer af virksomheden ArtSolo, der siden 2025 har opereret inden for salg af kunst og viden om kunst. Han var tidligere vurderings- og salgsdirektør, auktionsleder og auktionarius hos Bruun Rasmussen Kunstauktioner, som han forlod i sommeren 2024.  Desuden har han i en lang årrække medvirket som ekspert og vært på mange programmer, bl.a. hos DR og TV 2 Danmark.

## Historie
Kasper Nielsen er søn af antikvitetshandler Ejnar Sejr Nielsen, og er opvokset i Aarhus. Efter skoletid tjente han lommepenge som blandt andet hjælper ved auktioner. I ungdomsårene spillede Kasper Nielsen fodbold som målmand hos IF Lyseng og AGF. Efter studentereksamen i 1989 på Marselisborg Gymnasium, tog han ind i militæret, og blev befalingsmand hos Danske Livregiment i Vordingborg.
Fra 1992 har Kasper Nielsen arbejdet professionelt med kunst, og har i auktionsbranchen været ansat hos Nellemann & Thomsen, Crafoord Auktioner og Ellekilde Auktionshus, inden han i marts 2003 kom til Bruun Rasmussen Kunstauktioner, der i 2022 blev solgt til auktionshuset Bonhams.
I sommeren 2024 forlod Kasper Nielsen Bruun Rasmussen Kunstauktioner og stiftede derefter virksomheden ArtSolo, der opererer inden for handel med kunst og viden om kunst.
Siden starten af 2000'erne har han blandt andet deltaget i programmerne Hvad er det værd?, Skagens kunst, Guldalderkunst, Besat af ..., Guld på Godset, AntikQuizzen, Antikduellen og Kunstquiz.
I 2016 blev han optaget i Kraks Blå Bog.

## Privat
Kasper Nielsen er far til fire børn. Han har siden 2014 dannet par med journalist og tv-vært Mette Bluhme Rieck. Sammen har de to sønner, som er født i henholdsvis 2018 og 2022.